# Muralla y Torre de Albons
La Recinto amurallado de Verges es un monumento protegido, de una antigua fortificación, como Bien Cultural de Interés Nacional del municipio esdpasñol de Albons en la comarca catalana del (Bajo Ampurdán) en la provincia de Gerona.

## Historia
En un documento del año 980 hay una noticia del lugar de Alburne el que se nombra posteriormente en una relación de albergues del conde de Rosselló del siglo XIII. Su iglesia de Sant Cugat, con elementos arquitectónicos alto-medievales, está documentada, pero, en la segunda mitad del XIII. A inicios del siglo XIII la familia Destorrent poseía el castillo de Albons en feudo de los señores de Torroella de Montgrí. En 1272 el vizconde Dalmau de Rocabertí permutó los castillos de Bellcaire y Albons con otras posesiones con el infante Pedro. De esta forma, pasó a la corona y en 1311 Jaime II lo vendía al conde Ponce V de Ampurias. Dicho rey, que construía el castillo de Montgrí, prohibió al conde que continuara las nuevas fortificaciones de Albons y Bellcaire; uno de los motivos de discordia entre ambos personajes. En 1322, el mismo rey hacía donación del dominio de Albons a Bernat de Orriols, los sucesores del cual continuaron poseyéndolo durante siglos, apellidados como Foixà desde finales del XIV y Vallgornera a partir del XVI.

## Descripción
Obra del siglo XVI es un edificio militar. La torre de planta cuadrada de la muralla del castillo de Albons, es el único vestigio actual de este recinto. Queda en pie la mitad inferior, a poniente de la Plaza Mayor de la villa. El edificación fue construida con grandes piedras desbastadas y sillares angulares, de calcárea. En la planta baja hay un resto de aspilleras de gran altura. Al noreste está visible la unión con un lienzo del muro del que sólo queda el arranque, en el lugar donde posiblemente, pudo haber un portal. Actualmente la construcción forma parte de una vivienda.